# Eochaid I Eolach
Eochaid I Eolach („Bystry”) – legendarny król Ulaidu z dynastii Milezjan (linia Ira, syna Mileda) w latach 333-317 p.n.e. Syn Feiga (Fedacha), wnuka Airgetmara, zwierzchniego króla Irlandii.
Objął tron ulaidski po śmierci kuzynki Machy Mongruad („Rudowłosej”), także zwierzchniej królowej Irlandii, z ręki Rechtaida Rigderga („z Czerwonym Przegubem”) Ten objął tylko zwierzchni tron irlandzki. W źródłach średniowiecznych na jego temat zanotowano: Eoch[aid] Eolec[h]ā[ir] m[a]c Fedaig m[ei]c Fomoír m. Ā[r]get[mair] .xx. bl[iadna] w „Laud Misc 610” z XV w. (fol. 107 a 18-19) oraz Eochu Éolochā[ir] m[ac] Fedaich m[eic] Ā[r]gatmā[ir] (faksym. i kolumna 156b) w „Rawlinson B 502” z XII w. (faksym. i kolumna 156b). Panował z Emain Macha w Ulaidze przez szesnaście lub dwadzieścia lat. Jego następcą został kuzyn Uamanchan (Humanchenn) mac Corrain.